# Chiesa del Santissimo Redentore e Santa Francesca Saverio Cabrini
La chiesa del Santissimo Redentore è una chiesa di Roma, nel rione Ludovisi, in via Sicilia.
La chiesa è stata fondata nel 1906 su progetto dell'architetto Cucco, per le Suore Missionarie del Sacro Cuore di Gesù, il cui convento è annesso all'edificio sacro.
La facciata richiama motivi dell'arte romanico-lombarda: ha un rosone centrale, un cornicione ad archetti bianchi, due finestre-vetrate (monofore) e nella lunetta sopra il portale una piccola statua del Cristo. L'interno è ad una sola navata, con dipinti raffiguranti i Miracoli di santa Francesca Cabrini, opera di G. Ciotti del 1952.
La chiesa è dedicata anche a santa Francesca Saverio Cabrini, fondatrice delle Missionarie del Sacro Cuore di Gesù.